# کریس ترین
کریس ترین (انگلیسی: Chris Therien؛ زادهٔ ۱۴ دسامبر ۱۹۷۱) بازیکن هاکی روی یخ اهل کانادا است.
از باشگاه‌هایی که در آن بازی کرده‌است می‌توان به فیلادلفیا فلایرز اشاره کرد.